# Mixed Game
Per Mixed Game (gioco misto) nel poker si intende un torneo o un tavolo Cash Game in cui il gioco è caratterizzato da un susseguirsi di diverse specialità e varianti.

## 8 Game Mix
L'8 Game è un Mixed Game in cui vengono giocate 8 differenti specialità:
- Limit Deuce to 7 Triple Draw
- Limit Texas hold 'em
- Limit Omaha Hi/Lo
- Razz
- 7 Card Stud
- 7 Card Stud Hi/Lo
- No Limit Texas hold 'em
- Pot Limit Omaha[1]

L'ordine in cui vengono giocate le singole specialità è quello sopra descritto. In caso di torneo, il passaggio da una specialità ad un'altra è stabilito da un determinato intervallo di tempo. Nell'8° Game giocato in modalità Cash game il cambio di specialità è dettato dal completamento di un giro del tavolo da parte del bottone del mazziere; quindi in un tavolo da sei giocatori, il Limit Deuce to 7 Triple Draw è giocato per sei mani, seguito da sei mani di Limit Texas hold 'em e così via per tutte le specialità.
Essendo presenti i giochi stud, il massimo numero di giocatori per tavolo è di 8.
L'8 Game è stato introdotto per la prima volta alle World Series of Poker nel 2008 con l'evento "$10.000 World Championship Mixed Event" vinto da Anthony Rivera per $483,688.

## 10 Game Mix
Il 10 Game è un Mixed Game in cui vengono giocate 10 specialità:
- No Limit Texas hold 'em
- Razz
- Limit Texas hold 'em
- Limit Badugi
- 7 Card Stud
- No Limit Deuce to 7 Single Draw
- Limit Omaha Hi/Lo
- Pot Limit Omaha
- Limit Deuce to 7 Triple Draw
- 7 Card Stud Hi/Lo[5].

L'ordine in cui vengono giocate le singole specialità è quello sopra descritto e il passaggio da una specialità ad un'altra è stabilito da un determinato intervallo di tempo.
Il primo torneo di 10 Game alle World Series of Poker fu il "$2.500 10-Game Mix Six Handed" nel 2011: a trionfare sui 431 giocatori iscritti fu Chris Lee che si aggiudicò il primo premio di $254.955.

## Dealer's Choice
La modalità di torneo Dealer's Choice è stata inserita per la prima volta nel calendario WSOP nel 2014. Nel torneo la specialità giocata nella singola mano è decisa dal giocatore che occupa la posizione di bottone, ovvero quella immediatamente prima del piccolo buio. 
Le specialità tra cui è possibile scegliere sono:
- No Limit Texas hold 'em
- Limit Texas hold 'em
- Razz
- 7 Card Stud
- 7 Card Stud Hi/Lo
- Pot Limit Texas hold 'em
- Pot Limit Omaha
- Pot Limit Omaha Hi/Lo
- Pot Limit Five Card Draw High
- No Limit Omaha Hi/Lo
- Limit Deuce to 7 Triple Draw
- Limit Ace to 5 Triple Draw
- Limit Badugi
- Limit Baducy o Badeucy
- Limit Badacy o Badacey
- No Limit Deuce to 7 Single Draw[8]

Il primo torneo in modalità Dealer's Choice alle WSOP è stato il "$1.500 Dealer's Choice Six-Handed" nel 2014; il vincitore fu Robert Mizrachi che primeggiò su 418 contendenti il titolo e vinse $147.092